# Stati Uniti contro Windsor
Stati Uniti contro Windsor, (570 U.S. ___ 2013) è un celebre caso deciso dalla Corte Suprema degli Stati Uniti d'America nel 2013. La sentenza della Corte Suprema ha dichiarato incostituzionale la Sezione 3 del Defense of Marriage Act (DOMA), sulla base del V Emendamento della Costituzione degli Stati Uniti d'America.

## Storia
Edith Windsor e Thea Spyer, una coppia di due donne residenti a New York, hanno contratto matrimonio in Ontario, Canada, nel 2007. Nel 2009 Spyer muore, lasciando la sua intera eredità a Windsor. Dato che il loro matrimonio era stato riconosciuto dallo stato di New York, Windsor ha chiesto di poter beneficiare della esenzione dalla tassa di successione prevista dalla legge federale a favore del coniuge superstite. La sua richiesta è stata però respinta sulla base della Sezione 3 del DOMA, che prevedeva che il termine "coniuge" si applicasse solo a un matrimonio tra un uomo e una donna: l'Internal Revenue Service ha ritenuto che l'esenzione in questione non fosse applicabile al matrimonio fra persone dello stesso sesso e ha quindi respinto la richiesta di Windsor, imponendole di pagare la tasse di successione nella misura di 363053 $.
In data 9 novembre 2010 Windsor ha intrapreso un'azione legale contro il governo federale avanti alla Corte Distrettuale del distretto sud dello Stato di New York, domandando il rimborso della tassa di successione pagata e sostenendo che la DOMA discriminasse le coppie dello stesso sesso legalmente sposate attuando un "differente trattamento rispetto ad altre coppie in situazioni simili, senza giustificazione". Il 23 febbraio 2011, il Procuratore generale degli Stati Uniti d'America, Eric Holder, diffuse una dichiarazione del Presidente Obama che affermava di concordare con la dichiarazione della ricorrente, circa la incostituzionalità della DOMA e che pertanto il Dipartimento di Giustizia degli Stati Uniti d'America non avrebbe sostenuto in giudizio la norma. Il 18 aprile 2011 ha spiegato intervento in giudizio, Paul Clement, in rappresentanza del Bipartisan Legal Advisory Group (BLAG), un organismo della Camera dei rappresentanti, a difesa della costituzionalità della legge. Il 6 giugno 2012, il Giudice Barbara S. Jones ha stabilito che la Sezione 3 del DOMA era incostituzionale in base alle previsioni del V Emendamento che tutelano il principio di uguaglianza ed ha ordinato al Governo Federale di provvedere al rimborso fiscale, comprensivo di interessi. La Corte d'Appello federale per il Secondo Circuito ha confermato la decisione con sentenza del 18 ottobre 2012.
Il BLAG e il Dipartimento di Giustizia hanno appellato la decisione avanti alla Corte Suprema, che ha accolto il certiorari nel dicembre 2012. In data 27 marzo 2013, la Corte ha tenuto la discussione orale della causa. Il 26 giugno 2013, la Corte ha emesso una sentenza con una maggioranza di 5 a 4 che ha dichiarato incostituzionale la Sezione 3 del DOMA costituendo una "privazione della eguale libertà delle persone protetta dal V Emendamento".